# Диктема
Дикте́ма (от лат. dico, dixi, dictum — говорю, высказываю) — элементарная ситуативно-тематическая единица текста, образующаяся из одного или нескольких предложений как единиц непосредственно нижележащего уровня языковых сегментов.

## История создания
Понятие диктемы было выдвинуто профессором М. Я. Блохом в связи с научной дискуссией в середине XX века о коммуникативных единицах языка, описанных представителем женевской лингвистической школы Ф. де Соссюром, а также профессором А. И. Смирницким. В свою очередь, М. Я. Блох рассмотрел остававшееся без внимания уровневое соотношение языковых единиц — уровня фонем и уровня морфем, к которым был добавлен "третий интегральный уровень с размытыми границами – уровень конструкций или “синтаксис”. Таким образом, вычленение диктемы представляет собой очередной этап в истории грамматики и ставит имя М. Я. Блоха в один ряд с номинальными создателями морфологии Дионисием Фракийским  и синтаксиса Аполлонием Дисколом.

## Структура
Диктема, в зависимости от контекстных условий и намерения говорящего–пишущего, может быть выражена либо объединением предложений, либо одним-единственным предложением, поставленным в позицию особой информативной значимости. 
В равномерно разворачивающемся письменном монологическом тексте диктема, как правило, представлена абзацем, тогда как в диалогической речи диктема, как правило, представлена репликой.
В качестве интегративной единицы языкового выражения диктема различает четыре основных функционально-знаковых аспекта: номинацию, предикацию, тематизацию и стилизацию.